# Monika Jóźwik
Monika Jóźwik także Monika Orłoś, Monika Doroz-Orłoś, Monika Orłoś-Jóźwik (ur. 27 października 1962 w Warszawie) – polska aktorka i prezenterka telewizyjna Panoramy.

## Życiorys
W 1984 ukończyła Państwową Wyższą Szkołę Teatralną w Warszawie. Od czasu ukończenia studiów do 1989 była aktorką w Teatrze Rozmaitości w Warszawie. Następnie pracowała jako dziennikarka w Panoramie, w latach 1994–2009 była dziennikarką i prezenterką w TVP Polonia.
Od roku 2009 producent filmowy (serial „1920. Wojna i miłość”, „Komisarz Alex”).

## Filmografia
- 1982: Pensja pani Latter – Helena
- 1984: Baryton
- 1984: Hania – Lola Ustrzycka
- 1985: Ga, ga. Chwała bohaterom – seksbomba u drugiego bohatera
- 1985: Gra w ślepca – Ewa
- 1985: Labirynt – Judyta
- 1985: Podróże pana Kleksa – hiena
- 1986: Maskarada – Hanka
- 1986: Tulipan – Karin
- 1987: Dom – dziewczyna Henia Lermaszewskiego (odcinek 12)
- 1987: Jedenaste przykazanie
- 1987: Koniec sezonu na lody – Ilona Rychter
- 1987: Pantarej – narzeczona Drobika
- 1989: Lawa – panna w "Salonie Warszawskim"
- 1997-2010: Klan – Magdalena Ławecka
- 2002: Kobieta z papugą na ramieniu – poliglotka w Ministerstwie Kultury
- 2005: Fortuna czyha w lesie – pani redaktor z Telewizji Lux
- 2009: Dom nad rozlewiskiem
- 2010: 1920. Wojna i miłość - żona profesora Kozłowskiego
- 2011: Komisarz Alex - Joanna Wysocka, sąsiadka Lipskich (odc. 7)